# Someone in Control
Someone in Control es el segundo álbum de estudio de la banda estadounidense Trapt. Fue publicado el 13 de septiembre de 2005 por Warner Bros. Records. El álbum debutó en el # 14 en el Billboard 200. Tres sencillos fueron lanzados: "Stand Up", "Waiting", y "Disconnected (Out of Touch)" Someone in Control fue coproducido por Trapt y Don Gilmore. La letra fue escrita por Chris Brown, música escrita por Trapt.

## Lista de canciones
1. "Disconnected (Out of Touch)" – 3:47
2. "Waiting" – 3:50
3. "Victim" – 3:59
4. "Stand Up" – 3:59
5. "Lost Realist" – 4:06
6. "Skin Deep" – 3:45
7. "Influence" – 4:09
8. "Repeat Offender" – 3:16
9. "Bleed Like Me" – 3:27
10. "Use Me to Use You" – 3:29
11. "Product of My Own Design" – 3:32
12. "Alibi" - 4:14 (bonus track)

## Personal
- Chris Brown - voz principal
- Simon Ormandy - guitarra líder
- Pete Charell - guitarra baja
- Aaron 'Monty' Montgomery - tambores, percusión